# Bryan Cameron
Bryan Cameron (ur. 25 lutego 1989 w Brampton, Ontario) – kanadyjski hokeista.

## Kariera
- Toronto Marlboros Bantam AAA (2003–2004)
- Toronto Marlboros Minor Midget AAA (2004–2005)
- Milton Icehawks (2005)
- Belleville Bulls (2005–2009)
- Barrie Colts (2009–2010)
- Abbotsford Heat (2010–2011)
- Victoria Salmon Kings (2011)
- Utah Grizzlies (2011–2013)
- San Francisco Bulls (2013-2013)
- Arizona Sundogs (2013–2014)
- Alaska Aces (2014–2015)
- STS Sanok (2015–2016)
- Atlanta Gladiators (2016)
- Fife Flyers (2017)
- MEC Halle 04 (2017)
- Brampton Beast (2017–2018)
- Hamilton Steelhawks (2018-)

Karierę hokejową rozwijał w Toronto. W 2005 został wybrany przez klub Belleville Bulls z numerem 8 w drafcie do kanadyjskich juniorskich rozgrywek CHL. W barwach tego zespołu grał od 2006 przez cztery sezony w lidze OHL, a swój piąty i ostatni sezon w tej lidze zaliczył od 2009 do 2010 w zespole Barrie Colts. W ostatniej edycji przekroczył liczbę 50 zdobytych goli w sezonie zasadniczym (finalnie zdobył ich 53). W latach gry w OHL w 2006 uczestniczył w turnieju mistrzostw świata juniorów do lat 17 reprezentując Kanadę Ontario, a w sezonie 2007/2008 reprezentował Kanadę podczas meczów w ramach Subway Super Series. Natomiast w drafcie NHL z 2007 został wybrany przez Los Angeles Kings z numerem 82 w rundzie trzeciej. Po przekroczeniu wieku juniorskiego w kwietniu 2010 podpisał trzyletni kontrakt wstępujący z klubem NHL, Calgary Flames, jednak nie wystąpił w tych rozgrywkach. W latach 2010–2014 występował w amerykańskich ligach AHL, ECHL i CHL.
Od grudnia 2015 zawodnik klubu STS Sanok w rozgrywkach Polskiej Hokej Ligi (wraz z nim zawodnikiem klubu został jego rodak Steven Tarasuk, grający z nim wcześniej w kilku innych drużynach). Od września 2016 zawodnik Atlanta Gladiators w lidze ECHL. Od stycznia 2017 zawodnik szkockiego klubu Fife Flyers w brytyjskiej lidze EIHL. Od sierpnia do października 2017 zawodnik niemieckiego klubu MEC Halle 04. Od końca października 2017 zawodnik Brampton Beast. W listopadzie 2018 przeszedł do Hamilton Steelhawks w rozgrywkach Allan Cup Hockey (ACH).

## Sukcesy
Klubowe

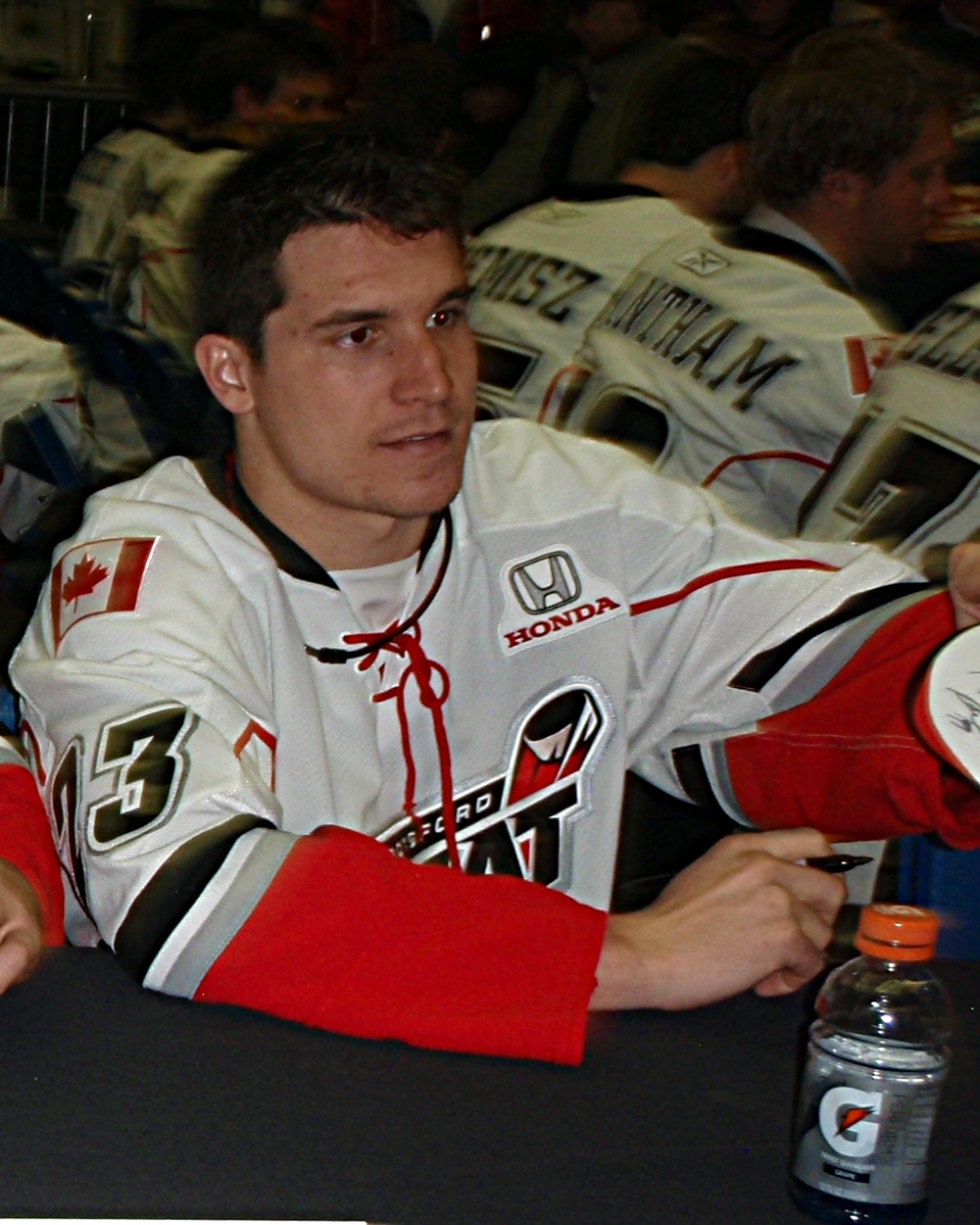
Bryan Cameron w barwach Abbotsford Heat (2011)

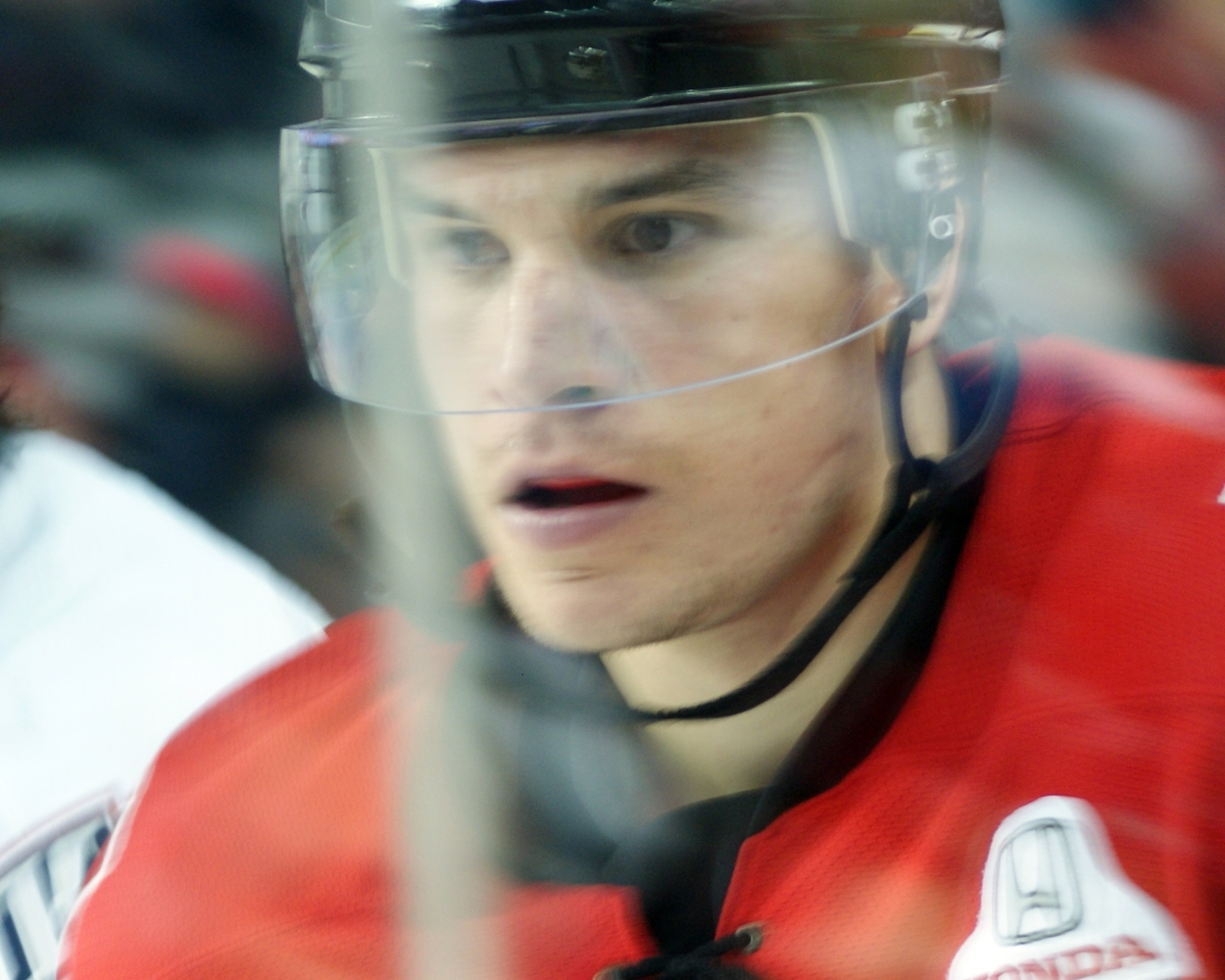
Bryan Cameron w barwach Abbotsford Heat (2011)

- Leyden Trophy: 2007, 2008, 2009 z Belleville Bulls
- Emms Trophy: 2010 z Barrie Colts
- Bobby Orr Trophy: 2010 z Barrie Colts
- Hamilton Spectator Trophy: 2010 z Barrie Colts

Indywidualne
- OHL 2005/2006:
  - Pierwszy skład gwiazd pierwszoroczniaków
- OHL 2006/2007:
  - CHL Top Prospects Game
- OHL 2008/2009:
  - Jedenaste miejsce w klasyfikacji kanadyjskiej w sezonie zasadniczym: 81 punktów[13]
  - Jim Mahon Memorial Trophy – pierwsze miejsce w klasyfikacji kanadyjskiej wśród prawoskrzydłowych w sezonie zasadniczym OHL: 113 punktów
  - Pierwszy skład gwiazd ligi
- OHL 2009/2010:
  - Pierwsze miejsce w klasyfikacji strzelców w sezonie zasadniczym: 53 gole[14]
  - Piąte miejsce w klasyfikacji strzelców w fazie play-off: 11 goli[15]
  - Jedenaste miejsce w klasyfikacji kanadyjskiej w fazie play-off: 20 punktów
  - Pierwszy skład gwiazd ligi
  - Leo Lalonde Memorial Trophy – najlepszy zawodnik wśród przekraczających wiek juniorski 20 lat[16]

Rekordy
- Największa liczba goli strzelonych w sezonie regularnym w ramach drużyny Barrie Colts: 53
- Czwarte miejsce w klasyfikacji strzelców wczech czasów OHL: 184 gole[17]

Wyróżnienia
- Buck Houle Award: 2005 (przyznana przez Toronto Marlboros w uznaniu za wybitne działania na lodzie, przywództwa i lojalność; nagrodzony wspólnie z Johnem Tavaresem)[18]